# 국립 감염증 연구소

국립 감염증 연구소(일본어: 国立感染症研究所 고쿠리쓰칸센쇼켄큐죠[*], 영어: National Institute of Infectious Diseases, NIID)는 일본 후생노동성이 운영하는 연구소이며, 1947년에 국립 예방 위생 연구소(国立予防衛生研究所)를 설립하였으며, 1997년에 설립 50주년을 맞아, 현재 명칭으로 바뀌었다. 도야마 청사는 신주쿠구 도야마에 위치하며, 무라야마 청사는 무사시무라야마시에 위치하고 있다.